# 乍加帕·潘漂
披耶猜（พระยาไชย，Phraya Chai，1415年—1480年），老撾瀾滄王國的國王桑森泰之子，約於1440年成為蘭滄國王。本名陶呂猜（ท้าวลือไชย，Thao Lu Chai），即位之後，號稱“披耶猜”。加冕後獲得“轉輪王”尊號，又作“披耶猜·遮迦罗伐·潘泡”（พระยาไชยจักรพรรดิแผ่นแผ้ว，Phraya Chai Chakkraphat Phan Phao）。1479年，越南後黎朝入侵老撾，攻破老撾都城，披耶猜出逃，於1481年病逝在清康。

## 生平

### 早年
披耶猜，本名陶呂猜，是蘭滄國王桑森泰之子，其母名婻娇瑜陀法（Nang Keo Yod Fa），是一位來自阿瑜陀耶王國的公主。大約在1415年，陶呂猜出生，後被分封道旺武里（Vang Buri）。1437年，披耶巴去被太后摩訶黛維被殺後，老撾貴族們邀請他繼位，他曾一度拒絕。

### 即位
1440年夏季，披耶康吉去世，隨後摩訶黛維亦被大臣處死，老撾貴族們遂邀請陶呂猜繼承王位。一說，陶呂猜拒絕了邀請，王位空缺了二三年，最後陶呂猜才登基為王，號稱“披耶猜”。披耶猜加冕之後，獲得“轉輪王”稱號，號為披耶猜·斫迦罗伐·潘泡。

披耶猜有六到十個兒子，他任命自己的長子陶空考（ท้าวก้อนแก้ว）為右相國（พระยาแสนเมือง，Phraya Sean Mueang），號稱披昭清洛（พระเจ้าเชียงลอ）。另一個兒子食邑於卡朋城，號稱披耶悶陶，相當於左相國。陶登康（ท้าวแท่งคำ）食邑於芒赛城（เมืองซ้าย）。

1450年，披耶猜派遣使者前往明朝進貢，明朝任命其為老撾宣慰使，其名字為“刀板雅”。

### 越老戰爭
大越－瀾滄戰爭 (1467年－1480年)

披耶猜統治時期，老撾與越南發生衝突。1467年，老撾開始與越南後黎朝發生衝突。1478年，越南的黎聖宗派兵大舉入侵瀾滄。披耶猜與其長子古尼·高瓦（Kuni Kaeva）率軍抵抗，在石缸平原大敗，古尼·高瓦在逃跑中溺死於河中。

據老撾史書記載，坎陶侯獲得了一頭白象，他將大象獻給了老撾王披耶猜。一位預言家說：“此象留在哪個國家長達七年，哪個國家就會變為廢墟。”過了三年，越皇披耶逋鑾（พระยาบัวหลวง Phraya Bua Luang）得知老撾有白象，派使者前來老撾討要。老撾宰相（พระยาแสนเมือง，Phraya Sean Mueang）清洛王（พระเจ้าเชียงลอ，Phra Chao Xiang Lor）陶空考（ท้าวก้อนแก้ว， Thao Kon Kaeo）卻給越皇送去了象的糞便。越皇十分憤怒，於是在當年集結大軍，準備入侵老撾。次年，越軍大軍兵分五路大舉入侵老撾。清洛王組織了二十萬人進行抵禦，但是最終被擊敗，逃回了芒撾城。越南軍隊隨即攻陷了瀾滄首都芒撾。披耶猜出逃蘭納，由其次子蘇瓦納·班朗繼承王位並領導抗戰。最終蘇瓦納·班朗成功抵禦了越南入侵，以後的二百年時間裡越南都沒能再度入侵寮國。這次戰爭也促成了瀾滄與蘭納的同盟關係。

### 去世
蘇瓦納·班朗希望將王位歸還給披耶猜，但被披耶猜拒絕了三次。小曆842年（1480）亥年五月十三日，披耶猜死於清坎（Xieng Khane），六十五歲。